# Camcopter S-100

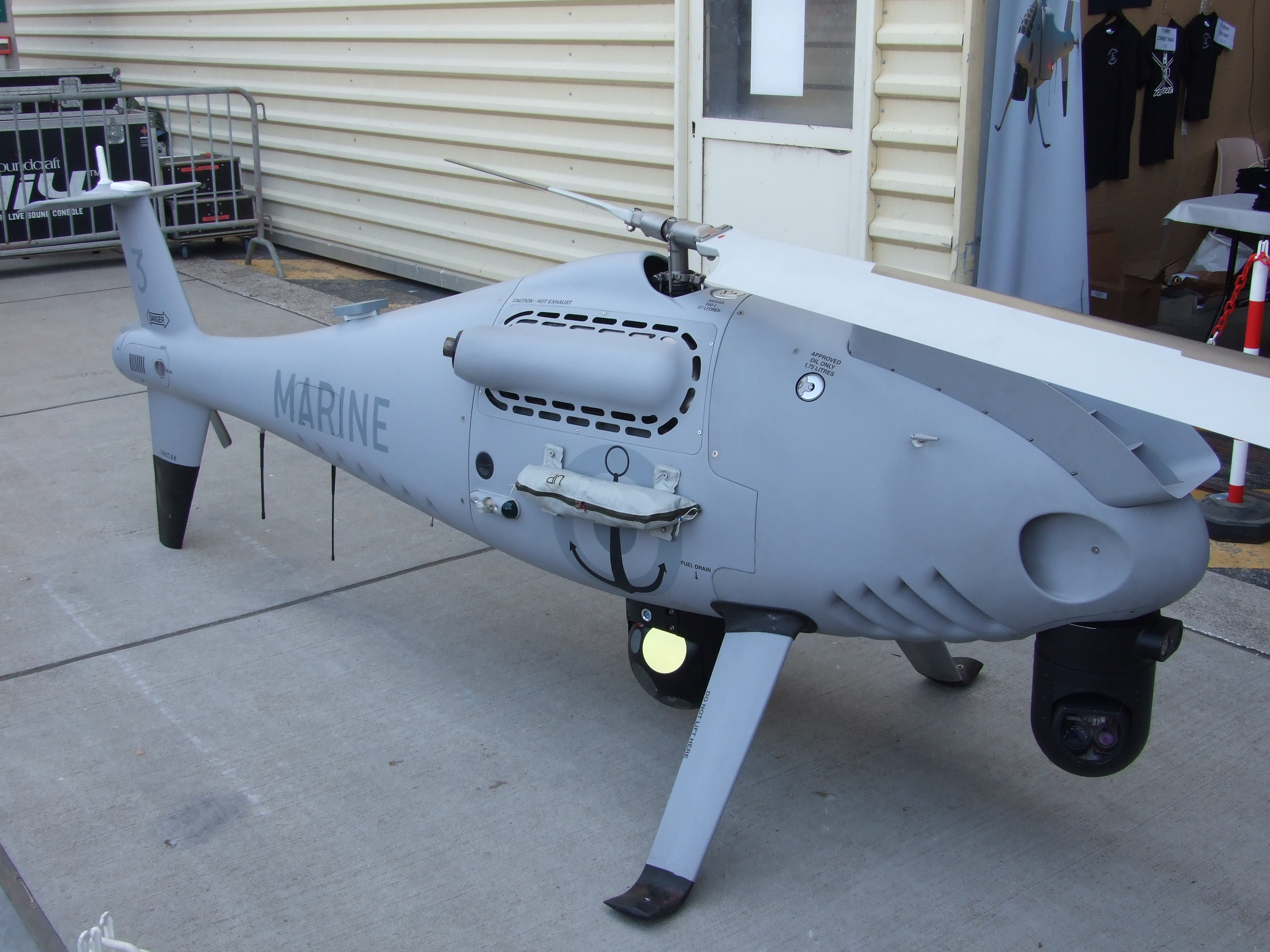
Version Marine nationale française, sur la BAN de Hyères, en 2025.

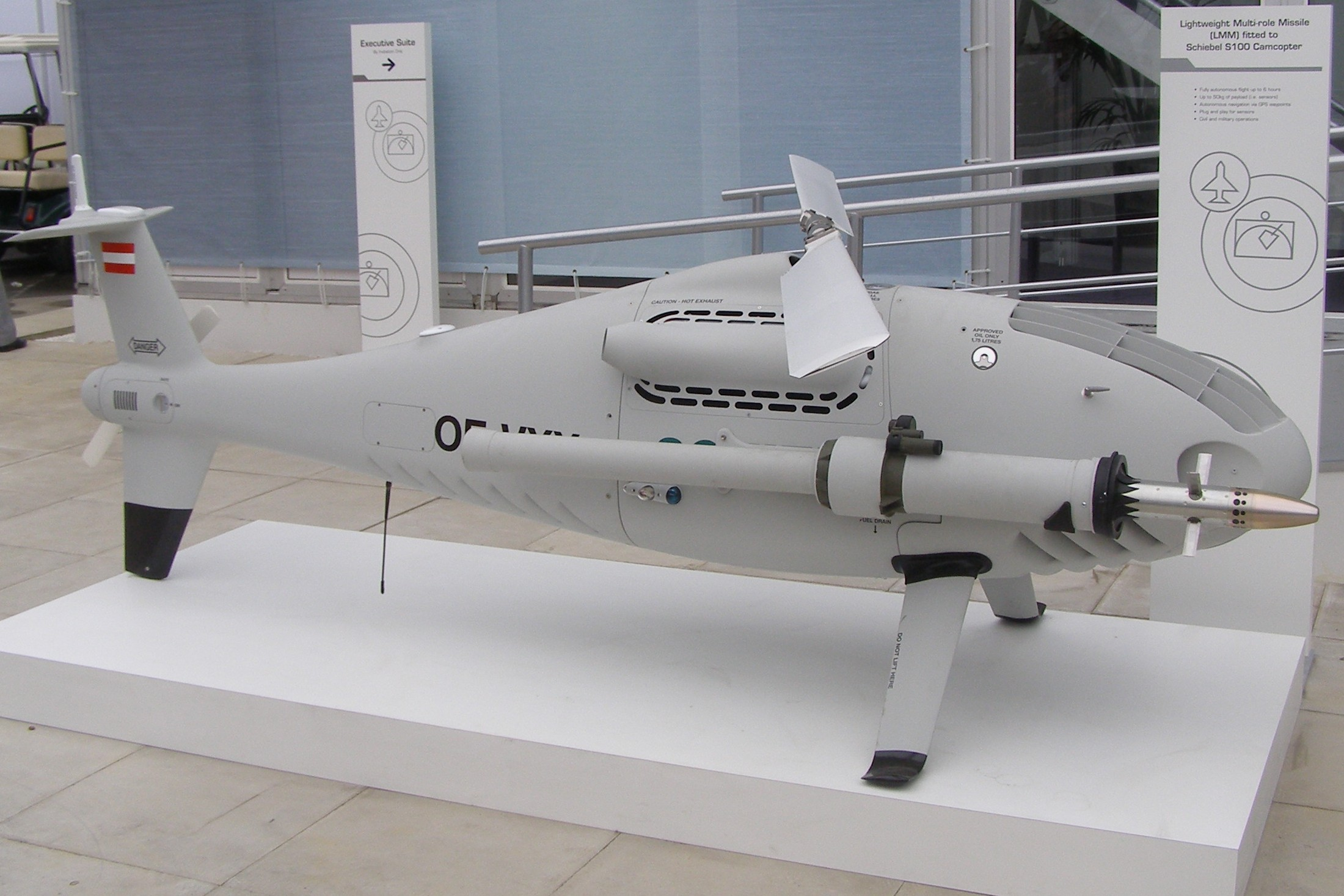
Camcopter avec missile LMM.

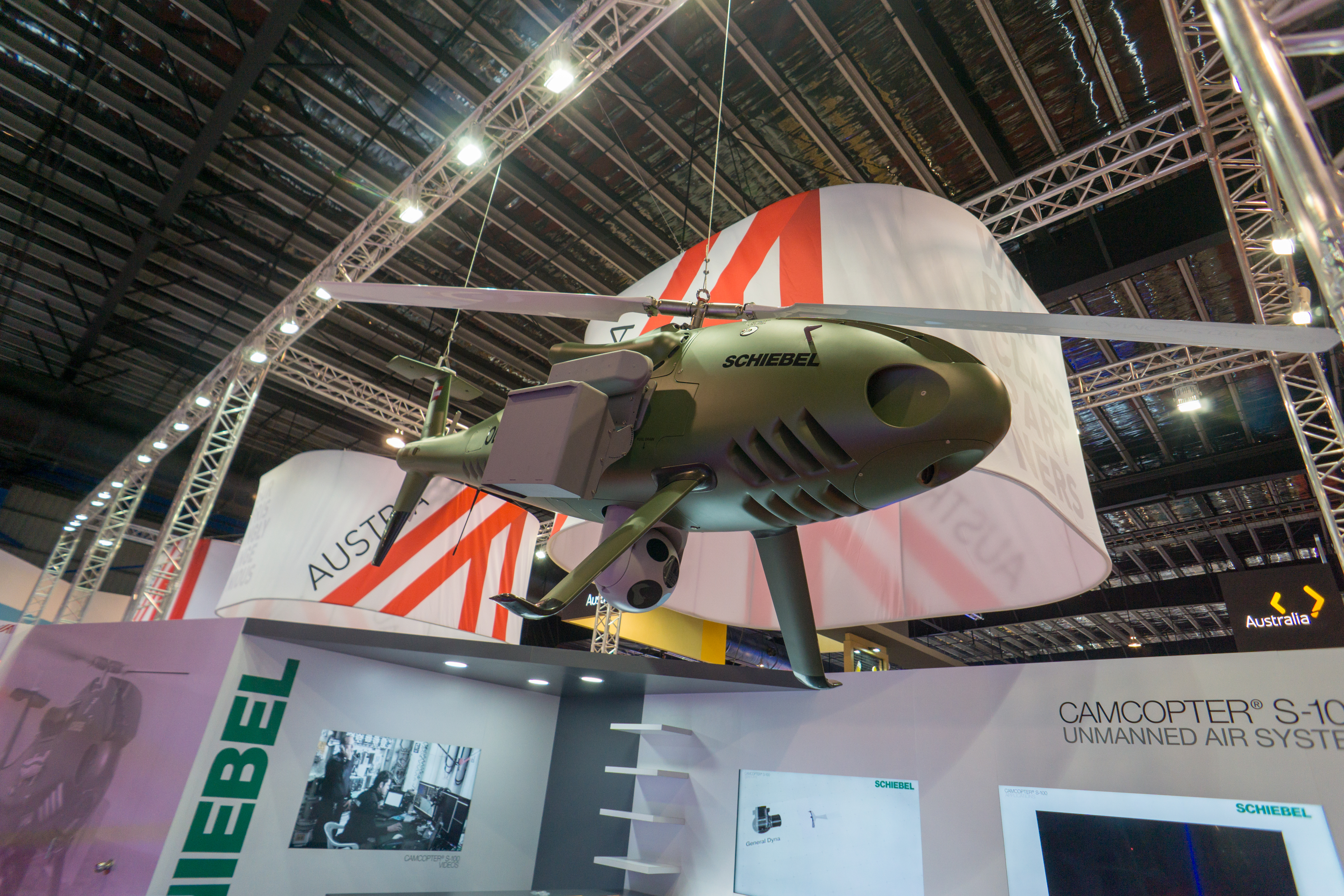
En version drone de transport avec charge additionnelle latérale et boule optronique de reconnaissance aérienne.

Le Camcopter S-100 est un drone hélicoptère de reconnaissance tactique, soutien d'artillerie, surveillance maritime et drone de combat s'il est équipé du missile LMM ainsi que drone de transport construit par la société autrichienne Schiebel.

## Description
L'appareil peut être programmé pour effectuer des vols autonomes ou être piloté à distance. Dans les deux modes, il est stabilisé par guidage inertiel et GPS. Sa masse maximale est de 200 kg, son autonomie de 6 heures, et sa vitesse maximale de 220 km/h à un plafond maximal d'environ 5 500 mètres. Il est propulsé par un moteur Austro Engine de 55 ch et peut embarquer diverses charges utiles comme des capteurs électro-optiques et infrarouges.

## Historique
Après avoir été conçu entre 2003 et 2005, le S-100 est acquis par l'armée des Émirats arabes unis, qui commande 40 appareils (40 autres en option). L'appareil a été commandé par trois autres pays, portant le nombre d'exemplaires à 200.
Le S-100 est présenté en vol de 20 min du 22 au 25 mai 2007 au salon International Defence Industry Fair (IDEF) à Ankara (Turquie). En juin 2007, l'appareil reçoit une autorisation de vol délivrée par l'Agence européenne de la sécurité aérienne.
Le 4 octobre 2007, la Marine indienne teste le S-100 à partir de l'un de ses patrouilleurs en mer d'Arabie. Le 16 mars 2008, c'est au tour de la marine pakistanaise de tester l'appareil à bord de l'une de ses frégates de Type 21. Le 14 avril 2008, le S-100 démontre ses capacités à opérer à partir d'un petit navire de la Guardia civil espagnole au sud de Grande Canarie. Durant l'été 2008, trois campagnes d'une semaine chacune ont lieu à partir de corvettes de classe K130 de la Bundesmarine en mer Baltique, totalisant plus de 130 décollages par des vents de 40 nœuds et une masse au décollage de 190 kg supplémentaires. Les 9 et 10 octobre 2008, après une première phase de tests en septembre, ont lieu sur la frégate Montcalm les premiers appontages automatiques d'un drone sur un bâtiment en mouvement et par vent de 15-20 nœuds. Certes, un autre drone RQ-8A Fire Scout s'est posé les 16 et 17 janvier 2006 sur le LPD USS Nashville de classe Austin, un navire beaucoup plus gros possédant un large pont d'envol et qui, de plus, naviguait par mer d'huile à petite vitesse.
Pour permettre des conditions d'emploi de jour comme de nuit du S-100, DCNS a conçu le Système d'appontage et de décollage automatique (SADA), doté d'un capteur infrarouge, destiné à guider avec précision le drone dans sa phase d'approche et pendant l'appontage. L'objectif, atteint, était une précision de 30 centimètres afin que l'engin soit capable de harponner en toute sécurité la grille de la plate-forme hélicoptère. Le temps de récupération ne serait que de deux minutes, jusqu’à un état de mer de force 5. Le S-100 a été déployé à l'automne 2011 à bord du patrouilleur L'Adroit de DCNS.
Le 7 février 2013, Le Camcopter S-100 a réalisé des essais en vol avec un système radar I-Master de Thales sur le site d’essais de Schiebel à Wiener Neustadt, en Autriche. l’I-Master est adapté à la surveillance tout-temps, ainsi qu’à la détection et à la reconnaissance des objectifs sur des zones étendues, le tout en maintenant une importante distance de sécurité.
Fin 2018, il a été construit à environ 300 exemplaires.
En novembre 2019, à la suite de la validation de la DGA il intègre la flotte du porte-hélicoptères d’assaut Dixmude, préalablement modifié à cet effet à l’occasion de son carénage ; il s’agit alors du premier drone militaire aéronaval à atteindre sa pleine capacité opérationnelle en Europe. Dans le cadre de son service au sein de la Marine nationale, où le drone porte le nom de « Serval » (pour Système embarqué de reconnaissance vecteur aérien léger), cette capacité opérationnelle initiale s’étend également aux sister-ships du Dixmude : le Mistral et le Tonnerre avec la commande en décembre 2020 de deux couples de Camcopter S-100 supplémentaires.

## Utilisateurs

### Militaires
- Australie : Royal Australian Navy[10],[11]
- Allemagne : Deutsche Marine
- Belgique

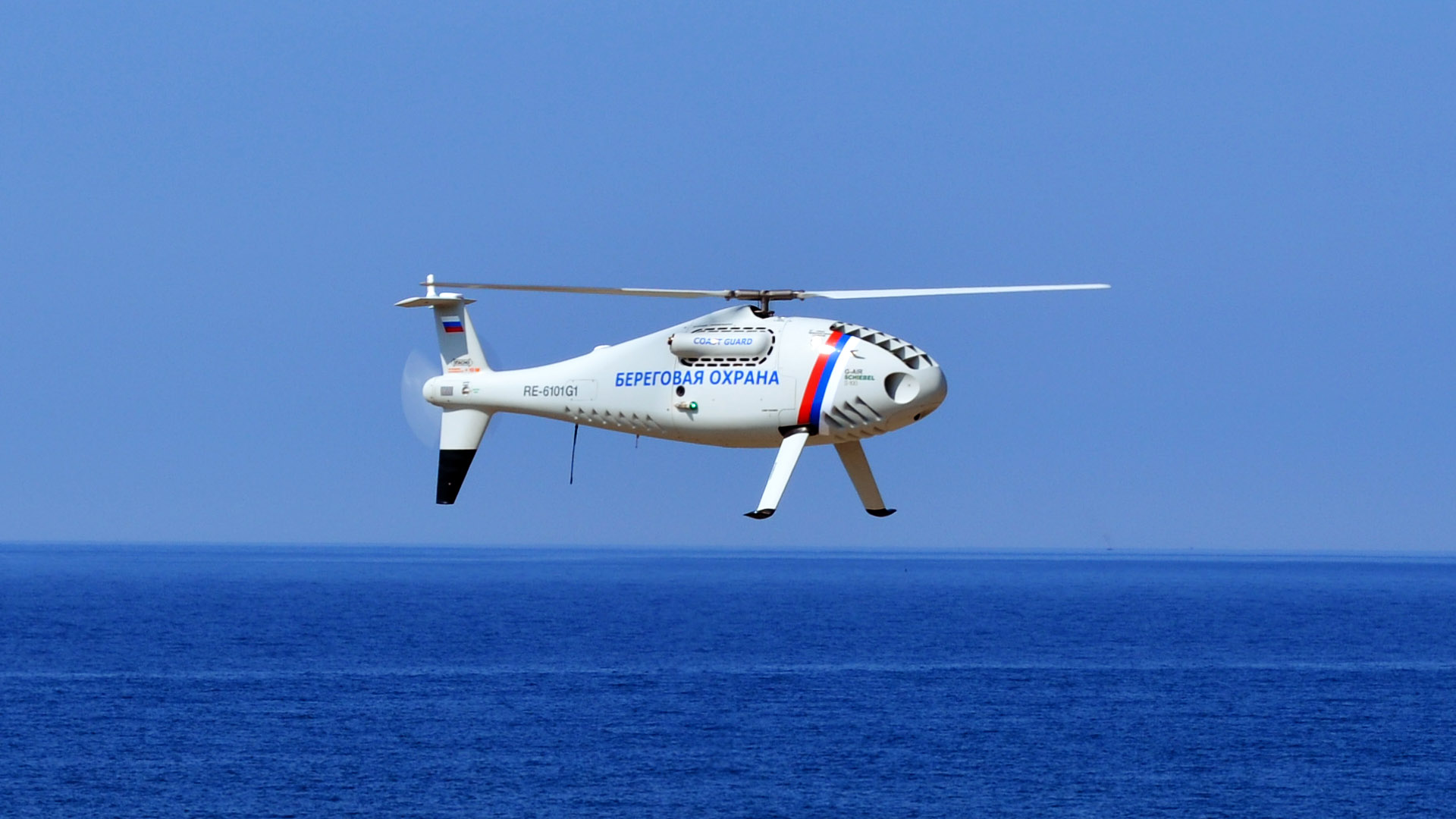
Gorizont Air S-100, version russe construite sous licence.

- Chine : Marine chinoise, 18 commandés en 2010[12]
- Égypte
- Émirats arabes unis : Armée de terre des Émirats arabes unis
- France : Marine nationale
- Italie
- Jordanie : Force aérienne royale Jordanienne[13]
- Malaisie
- Mozambique : Marine du Mozambique[14]
- Birmanie[15]
- Russie : Garde-côtes de Russie sous licence par Gorizont et portant la dénomination Gorizont S-100
- Thaïlande
- Tunisie
- États-Unis

### Non militaires
- Croatie
  - Ministère des affaires maritimes, Transport et infrastructures
- Finlande
  - Garde frontière[16]
- Malte
  - Migrant Offshore Aid Station
- Organisation pour la sécurité et la coopération en Europe[17]
- Roumanie
  - Police des frontières de Roumanie[18]
- Russie
  - Garde Côte de Russie
- Royaume-Uni
  - HM Coastguard[19]
- Norvège

## Drones comparables
- Saab Skeldar
- VSR700